# Livebox
El Livebox de Orange España es un router Wi-Fi disponible para los clientes de los servicios de banda ancha de este operador tanto por ADSL como por FTTH (Fibra Óptica). Estos routers proporcionan también servicio de telefonía mediante VOIP utilizando el protocolo SIP, por lo tanto se pueden considerar gateways más que simeplemente routers.
El último modelo de Livebox Next fue lanzado por Orange España en junio de 2014 para sus nuevos clientes de Fibra Óptica, siendo Orange España el primer ISP en proporcionar gratuitamente un router con WiFi AC a estos clientes. Este nuevo Livebox incluye las siguientes características técnicas:
Este router Wi-Fi dispone de sistema de banda Dual concurrente 2,4GHz/5GHz. Gracias al WiFi AC de este router es posible ofrecer velocidades en WiFi reales superiores a los 100Mbps utilizando dispositivos compatibles con la banda de 5GHz en WiFi N (802.11n) e incluso velocidades reales superiores a 200Mbps cuando se utilizan dispositivos compatibles con WiFi AC (802.11ac)
Además, gracias a su base interna DECT es posible utilizar los teléfonos DECT sin necesidad de conectarlos por cable al router. Para ello se deben emparejar directamente a la base interna del Livebox.
Para los clientes de ADSL Orange España ofrece el modelo anterior denominado Livebox 2.1.
Tanto el nuevo Livebox Next como el anterior Livebox 2.1 están fabricados por Arcadyan, fabricante taiwanés del grupo Compal y están basados en un OS propietario denominado Supertask.

## Funciones
Además de las funciones habituales de cualquier router WiFi tales como Firewall, NAT, etc. El Livebox incorpora algunas funciones adicionales. A continuación se detallan las más importantes:
- Wi-Fi de Invitados en ambas bandas 2,4GHz y 5GHz aislado de la Red local  (Solamente el Nuevo Livebox Next) Posibilidad de funcionar como sistema MiFi o backup mediante conectividad 3G/4G (utilizando adaptador USB)
- Softphone para utilizar un teléfono inteligente o PC para llamadas con la línea Fija
- Programación del Wi-Fi por días y horas
- NAS y servicio FTP tanto local como remoto
- Parental Control (posibilidad de bloquear el acceso a Internet por equipo o por palabras clave en la URL)
- Notificaciones por Correo electrónico de llamadas perdidas, nueva Dirección IP o nuevos equipos en la Red.
- Doble Llamada  (posibilidad de mantener dos llamadas al mismo tiempo con una sola línea de teléfono)
- Compartición de impresoras por Wi-Fi (posibilidad de imprimir desde cualquier dispositivo de la Red Local en una impresora conectada por USB

## Historia
Otros modelos de Livebox anteriores que Orange proporcionó fueron:
- Livebox 2.0 del fabricante Sagemcom (hasta junio de 2012) de aspecto muy similar al 2.1. Fue el primer router de Operador en proporcionar Wi-Fi N (802.11n) a 150Mbps (MIMO 1x1). Incluía 4 puertos Fast Ethernet
- Livebox 1.1 del fabricante Inventel (Thomsom) (hasta enero de 2010) con WiFi 802.11 b/g y Bluetooth y 2 puertos Fast Ethernet

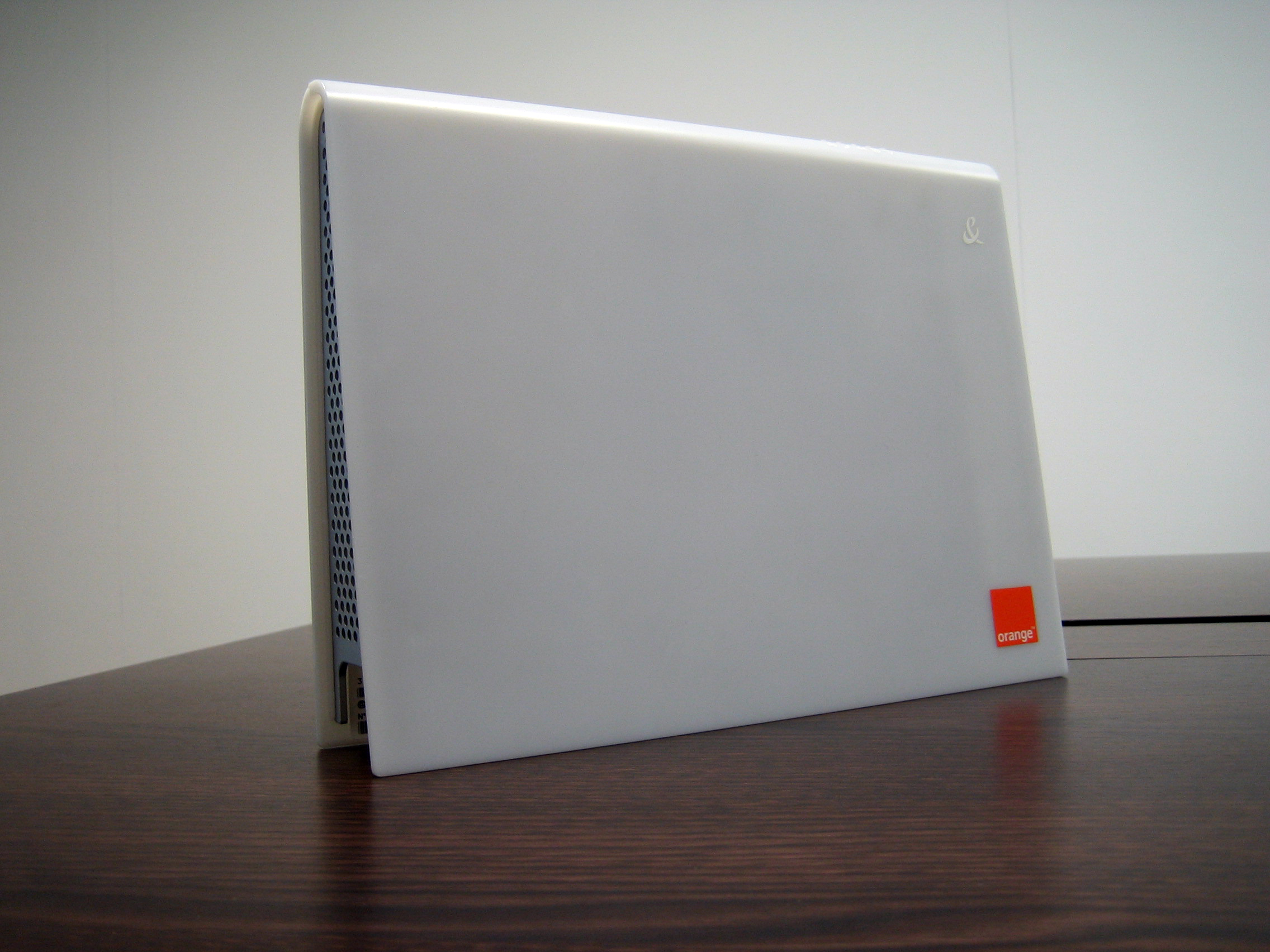
Livebox 1.1.